# Observatorul Arecibo
Observatorul Arecibo este un radiotelescop situat în apropiere de orașul Arecibo, pe coasta de nord a insulei Puerto Rico. Este exploatat de Universitatea Cornell, cu un acord de cooperare cu National Science Foundation.
Radiotelescopul a fost construit de armata SUA cu scopul inițial de a studia „semnăturile” capetelor de luptă, ogivelor nucleare și țintelor false sovietice care reintră în atmosferă, spre a sprijini luarea rapidă a unei decizii de către cei care mânuiau sistemul de rachete anti-balistice Nike-X, proaspăt intrat în înzestrare. 
Observatorul este operat de către SRI International în temeiul unui acord de cooperare cu Fundația Națională de Științe din SUA. Observatorul mai este numit și Centrul Național de Astronomie și Ionosferă (în engleză National Astronomy and Ionosphere Center, NAIC), deși ultima denumire se referă atât la observator cât și la personalul care-l operează,ambele denumiri fiind utilizate oficial.
Până în 2016 acest radiotelescop era cel mai mare telescop simplu construit vreodată. El colectează date radioastronomice, de aeronomie terestră și date radar planetare pentru oamenii de știință din lumea întregă. Utilizarea telescopului se face după supunerea de propuneri unui comitet independent.
Radiotelescopul este folosit îndeosebi pentru observarea obiectelor stelare.
SETI estimează, de exemplu, că un radiotelescop la fel de sensibil ca  Observatorul Arecibo ar putea detecta emisiunile de televiziune și de radio ale Pământului numai la distanțe sub 0,3 ani-lumină, mai puțin de o zecime din distanța până la cea mai apropiată stea.
În noiembrie 2020 telescopul a fost închis definitiv, după ce două cabluri care susțin structura s-au rupt și nu a fost găsită o modalitate sigură de a face reparația. La 1 decembrie 2020 platforma de instrumente s-a prăbușit peste antena parabolică, punând în mod irevocabil capăt rolului jucat de acest radiotelescop în astrofizică.